# Concern
Concernele sunt întreprinderi mari și foarte mari, care rezultă prin unirea mai multor firme (companii) mai mici într-un ansamblu economic sub o conducere unică, formând astfel o „persoană juridică”. Un concern constă din centrala concernului și de obicei are și o serie de filiale (companii dependente, membre ale concernului). Concernele există numai în sistemul de producție capitalist.
În prezent există o serie întreagă de concerne gigantice suprastatale, care au posibilitatea de a menține statutul de monopol asupra anumitor produse, putând astfel dicta prețurile de vânzare pe piața de desfacere, putând chiar și influența politica și decretarea unor legi favorabile intereselor sale economice.
Concernele au fost criticate de ideologia marxistă, care a dezaprobat tendința de extindere, globalizare și monopolizare a concernelor.